# Меланом мушких гениталија и доњег мокраћног тракта
Меланом мушких гениталија и доњег мокраћног тракта  редак је злоћудни рак,  који често настаје на претходно постојећој пигментној лезији. Прогноза болести и укупно преживљавање је лоше, а већина пацијената умире у року од три године.
За сада не постоји консензус о обиму indikovanog лечења меланом мушких гениталија и доњег мокраћног тракта.

## Епидемиологија
Примарни меланоми мушких гениталија и доњег мокраћног тракта ретке су злоћудне неоплазме која највише погађа старије пацијенте, шесте и седме деценије живота.  У литератури је описано приближно 200 случајева и они су представљали мање од 1,4% примарних карцинома пениса  и 0,1% до 0,2% свих екстраокуларних меланома.
Најчешће локализације лезија су, на:
- главићу (55%),

- препуцијуму (28%),

- осовини пениса (9%)

- уретралном меатусу (8%).[3][5]

Меланом ин ситу (МИС) пениса је још ређи.

## Етиопатогенеза
Меланоми на главићу полног уда (пениса) настају у глаткој кожи (без фоликула и знојних жлезда) и понашају се на сличан начин као вулварни меланоми. Хистолошки најчешћи тип раста је налик акралном лентигинозном меланому (мукозни лентигинозни тип меланома), а знатно ређи је меланом суперфицијалног ширења.
Меланом пениса је болест са лошом прогнозом у већини случајева. Локална ексцизија или делимична ампутација пениса могу имати ефикасну контролу за лезије стадијума Т1 и Т2. Пацијенти који имају клинички доказане метастазе умрли су упркос хируршкој и адјувантној хемотерапији.
За разлику од меланома полног уда, меланоми коже пениса и мошница (скротума) понашају се слично као меланом коже, али се често касно препознају и имају лошију прогнозу од меланома коже.
Меланоми уринарног тракта врло су редак тип меланома слузнице који се готово искључиво испољава у уретри. Хистолошке карактеристике, укључујући дебљину меланома по Бреслоу, нису се показале као прогностички значајне.

## Дијагноза
Клиничка дијагноза се поставља:
- уролошким прегледом
- цистоскопијом
- уретрографијом, која открива уретралну инвазију малигног меланома,
- магнетном резонанцом (МРИ) која може да открије инвазију рака на простату и метастазе у карличним лимфним чворовима
- абдоминалнекомпулиране томографије (ЦТ), али без метастаза у органу.

## Терапија
Ако је могућа, широка ексцизија индикована је одговарајућа операција, која се препоручује  пре него радикална или парцијална пенектомија. 
Профилактичку модификовану ингвиналну лимфаденектомију (код захваћених ингвиналних лимфних чворова) треба размотрити и сровести је код одабраних пацијената са меланомом пениса, скротума и предње уретре.

## Прогноза
Пацијенти са клинички позитивним, доказаним метастазама умиру упркос одговарајућим хируршким процедурама и хемотерапији са више агенаса.